# Slepenec

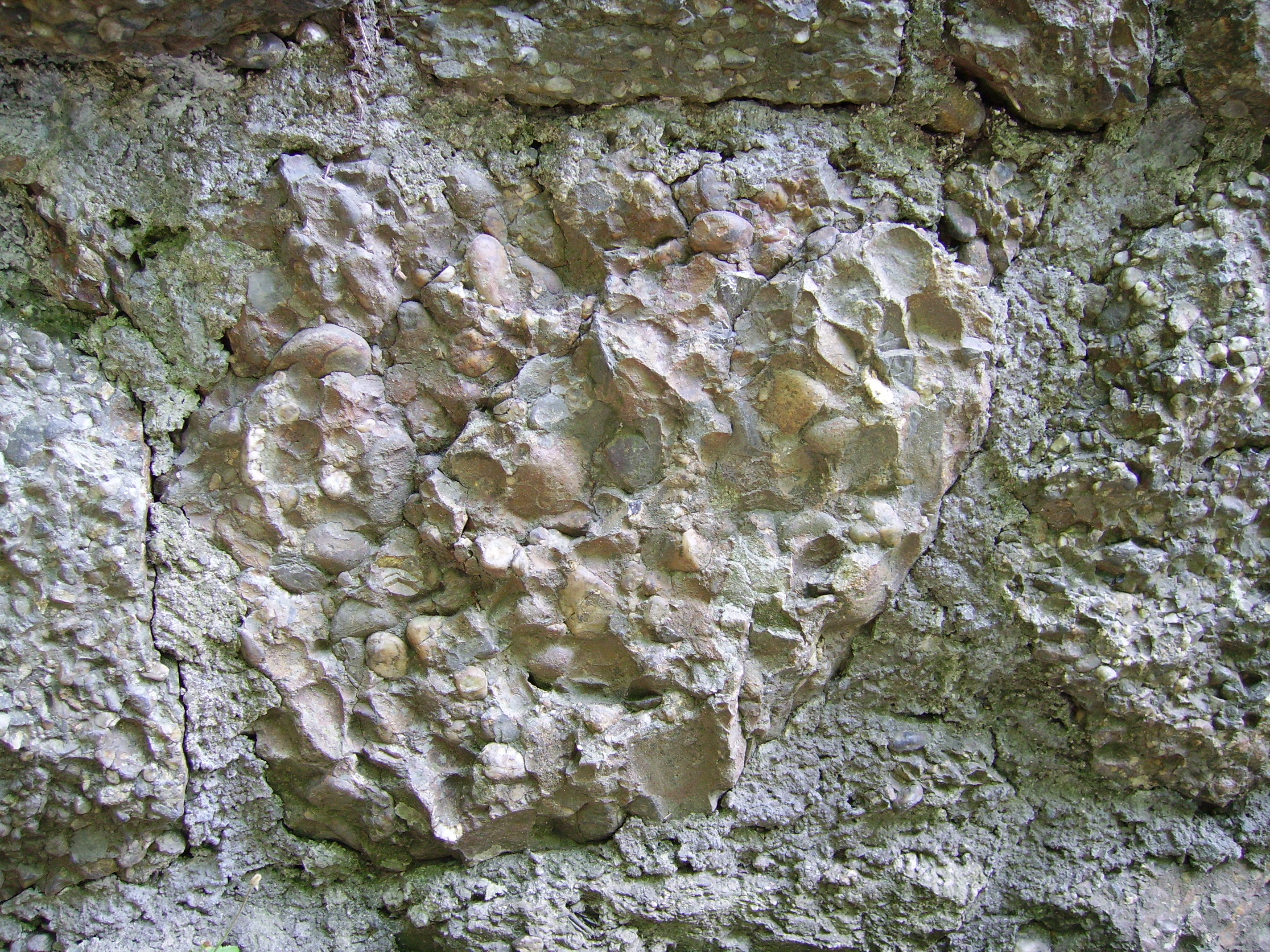
Slepenec ve zdivu zříceniny hradu Vikštejna

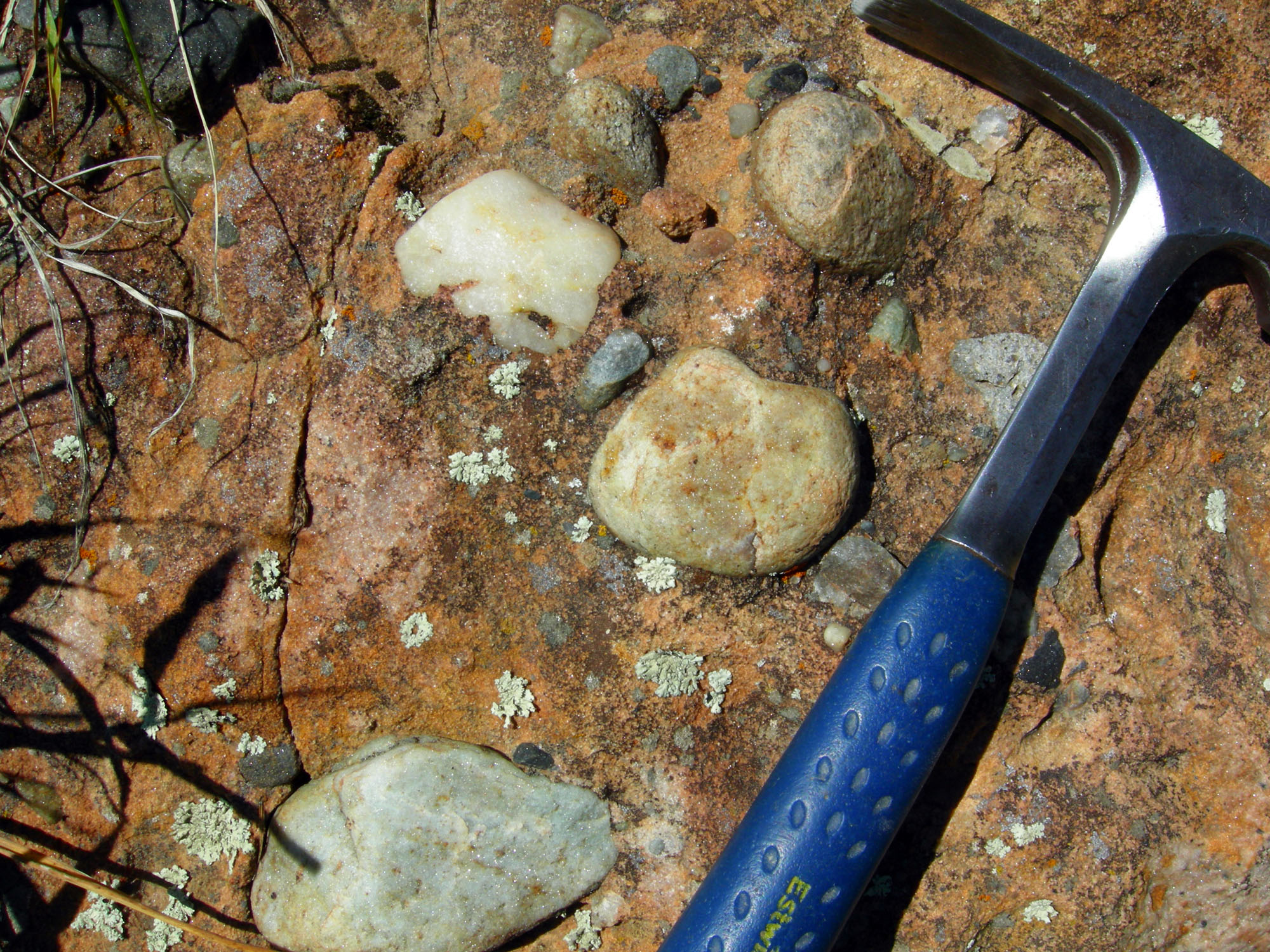
Slepenec

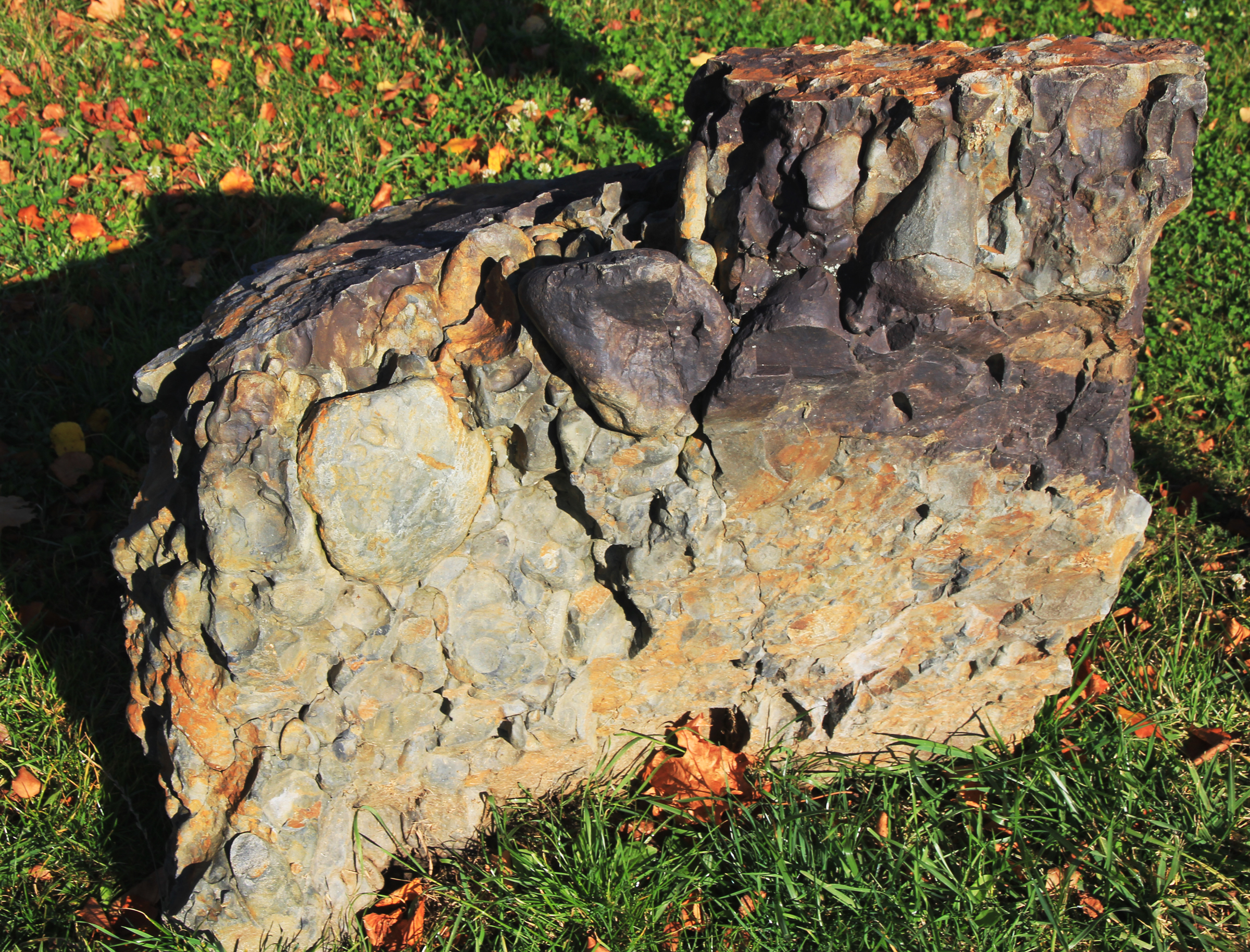
Slepenec z Modřanské rokle, Praha

Slepenec neboli konglomerát je pevná sedimentovaná hrubozrnná hornina. Jde o zpevněný ekvivalent štěrků. Hornina je složená ze stmelených zaoblených valounů větších než 2 mm. Tento název se vztahuje jen na horniny s převahou opracovaných (zaoblených) úlomků, pro ostrohranné úlomkové usazené horniny se používá název brekcie.
Slepence jsou složeny z valounků a jemnějšího materiálu, který vyplňuje mezery a tmelu, obvykle chemického původu. Pokud se jednotlivé oblázky navzájem nedotýkají (jsou v hornině volně uložené a obalené základní hmotou), jsou většinou slabě opracované (strukturně nezralé). Zralé slepence obsahují malé množství základní hmoty a bývají dobře vytříděny (přičemž jednotlivé oblázky se navzájem dotýkají).
Cement bývá většinou kalcitový, křemitý, v aridním prostředí železitý. Jeho složení závisí na chemickém složení roztoků cirkulujících v sedimentu. V případě, že ve slepencích převládá základní hmota, jednotlivé oblázky bývají často obaleny jílem.
Termín konglomerát zavedl v roce 1835 Charles Lyell.

## Rozdělení
Slepence nejsou homogenní skupinou sedimentů, rozdělují se na základě mnoha kritérií (podle místa uložení, podle chemického složení pojiva, podle petrografického popisu úlomků, struktury). Rozdělení se vztahuje i na štěrky a brekcie.

### Podle původu úlomků
Podle původu úlomků se slepence rozdělují na:
- epiklastické slepence – úlomky pocházejí ze zvětrávacích procesů
- pyroklastické slepence – vznikají při ukládání sopečných produktů
- kataklastické slepence – vznikají při tektonických pohybech zemské kůry (sesuvech, skluzech, kolapsech). V této skupině převládají ostrohranné úlomky – brekcie
- impaktní brekcie – vznikají v důsledku meteoritických impaktů.

### Podle místa sedimentace
Podle místa litifikace (zpevnění) sedimentu se slepence rozdělují na:
- intraformační slepence – vznikají rozrušením a následným zpevněním už existujících sedimentů přímo v místě sedimentačního bazénu. K takovým procesům dochází nejčastěji pod hladinou (moře, jezera). Jednotlivé úlomky většinou nejsou opracované, protože jejich transport je minimální, často se označují i jako intraformační brekcie. Tato skupina slepenců není velmi rozšířená.
- extraformační slepence – jde o nejvýznamnější část slepenců. Vznikají zvětráváním a následným odnosem zvětraného materiálu na místo sedimentace.

### Podle struktury
- ortoslepence – jejich vnitřní stavba je tvořena kontaktem oblázků a hrubších zrn. Neobsahuje zrna jílové velikosti, případně jen stopová množství.
- paraslepence – jsou slepence, které obsahují více jemnozrnného materiálu než hrubých úlomků (jednotlivé oblázky jsou chaoticky rozmístěny v základní hmotě). Takové sedimenty pocházejí většinou z terigénního (pevninského) prostředí (ať už různé bahnotoky, nebo sedimenty glaciálního původu – tillity).

## Výskyt

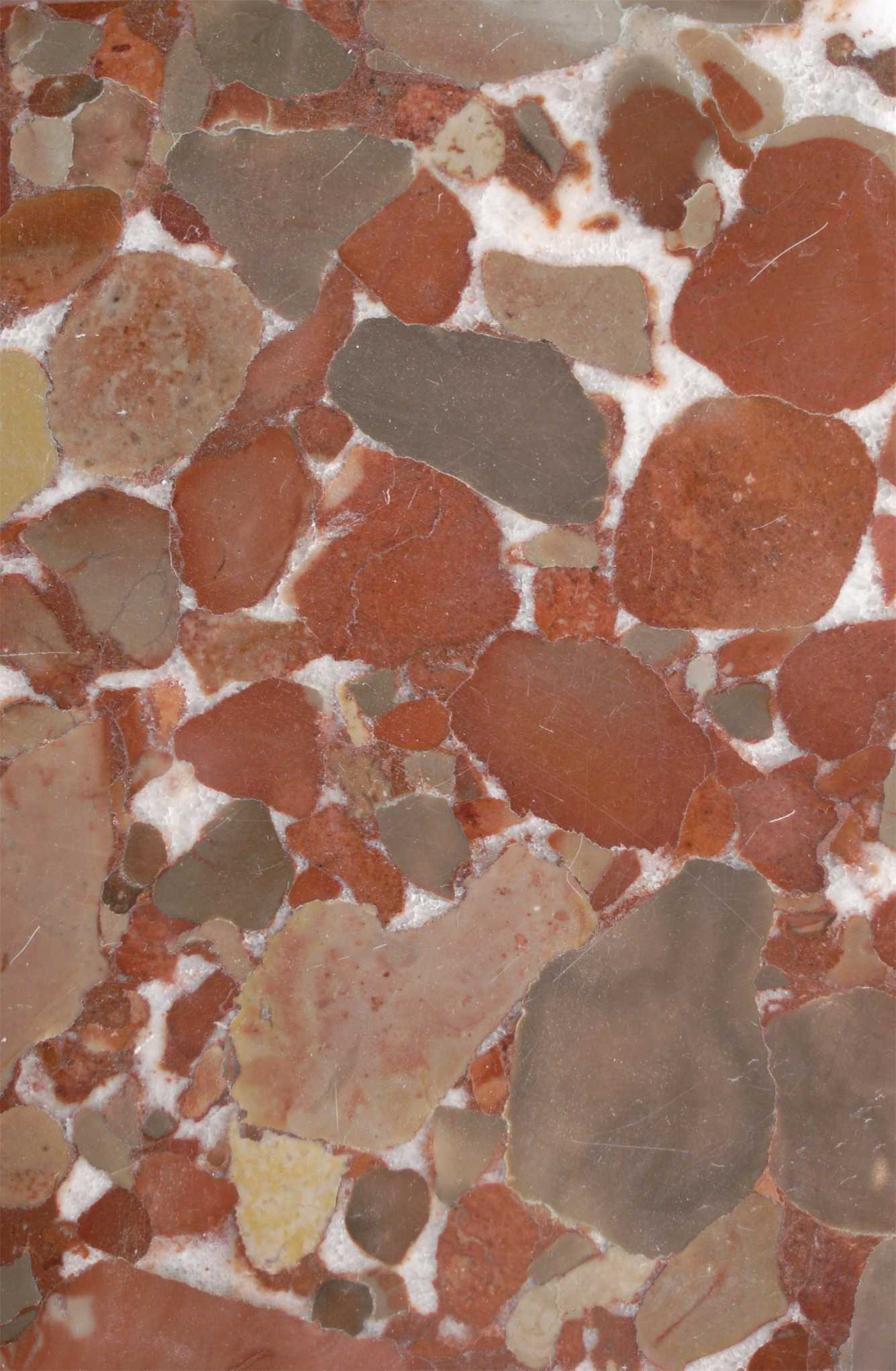
Struktura bulharského slepence

Slepence se vyskytují nedaleko míst zvětrávání (pokud nebyly odneseny tektonickými pohyby). Nejčastěji se vyskytují v náplavových oblastech řek, případně ledovců, ale i v mělkých, příbřežních oblastech moří a velkých jezer.
Slepence jsou poměrně běžné horniny. Mohou tvořit nepatrné hruboklastické vpády mezi jemnozrnějšími sedimenty, ale i rozsáhlá a mocná tělesa.
- výskyt ČR: střední Čechy (Brdy), Česká křídová tabule, Železné hory, Jeseníky
- ve Slovenské republice tvoří slepenec krásné skalní útvary v Súľovských skalách nedaleko Povážské Bystrice
- použití: drcené kamenivo (štěrk)

Vzorky slepenců jsou k vidění v mnoha geoparcích, například v geoparku Botanické zahrady Univerzity Karlovy na pražském Novém Městě.